# Рудник Булчіна
Рудник Булчіна (Bulchina) — колишній гірничодобувний майданчик на заході Австралії, одна з копалень, що виникли на рудному полі Сендстоун.
Золоторудне родовище Булчіна ввела в розробку в 2002 році компанія Troy Resources. Вилучення руди завершилось вже у 2004-му, хоча її переробка тривала й у 2005 році. Всього з родовища отримали 1,98 млн тонн руди та 6,9 тонни золота.
Роботи велись відкритим способом, при цьому глибина кар'єра перевищила пів сотні метрів.